# Fagonia olivieri
Fagonia olivieri är en pockenholtsväxtart som beskrevs av Dc.. Fagonia olivieri ingår i släktet Fagonia och familjen pockenholtsväxter. Inga underarter finns listade i Catalogue of Life.